# Melanagromyza curvibucca
Melanagromyza curvibucca este o specie de muște din genul Melanagromyza, familia Agromyzidae, descrisă de Spencer în anul 1959.
Este endemică în Congo. Conform Catalogue of Life specia Melanagromyza curvibucca nu are subspecii cunoscute.